# La tomba di ghiaccio (Berry)
La tomba di ghiaccio (The Charlemagne Pursuit) è il quarto libro della saga riguardante Cotton Malone, personaggio inventato dallo scrittore Steve Berry.

## Trama
Cotton Malone è sempre stato convinto che suo padre, il comandante Forrest Malone, fosse morto in un incidente avvenuto nel 1971 a bordo del Blazek, un sottomarino nucleare di pattuglia nel Nord Atlantico. Ma quando Stephanie Nelle, il suo ex capo al dipartimento di Giustizia, gli procura il riservatissimo dossier del Pentagono, la verità che emerge è sconcertante: il Blazek era impegnato in una missione segreta sotto i ghiacci antartici e la fine dell'equipaggio è tuttora avvolta nel mistero. Un mistero che Malone non è l'unico a voler risolvere. La rotta del sottomarino, infatti, era stata stabilita seguendo le criptiche indicazioni contenute in un manoscritto trovato all'interno della tomba di Carlo Magno, lo stesso manoscritto che aveva spinto alcuni ufficiali nazisti a mettersi sulle tracce di una civiltà perduta e depositaria di conoscenze straordinarie. Quindi la marina degli Stati Uniti non solo ha organizzato, nel tempo, varie operazioni top secret per realizzare un progetto nazista, ma ancora oggi l'ambizioso ammiraglio Langford Ramsey intende impedire con ogni mezzo - lecito e illecito - che quella ricerca riprenda. Così, seguendo indizi che lo porteranno da un'antica cattedrale tedesca alle rovine di una fortezza francese, da Washington sino all'Antartide, Malone dovrà affrontare la sua missione più pericolosa, destreggiandosi fra traditori, bugiardi e assassini.

## Edizioni in italiano
- Steve Berry, La tomba di ghiaccio: romanzo, traduzione di Elisa Villa, Nord, Milano 2009 ISBN 978-88-429-1628-4
- Steve Berry, La tomba di ghiaccio: romanzo, traduzione di Elisa Villa, Tea, Milano 2011 ISBN 978-88-502-2400-5
- Steve Berry, La tomba di ghiaccio, Superpocket, Milano 2013 ISBN 978-88-462-1165-1
- Steve Berry, La tomba di ghiaccio: romanzo, traduzione di Elisa Villa, Tea, Milano 2014 ISBN 978-88-502-3614-5
- Steve Berry, La tomba di ghiaccio: romanzo, traduzione di Elisa Villa, TEA, Milano 2018 ISBN 978-88-502-5001-1